# گوییدو کاستلنوو
گوییدو کاستلنوو (به ایتالیایی: Guido Castelnuovo) (۱۴ اوت ۱۸۶۵ در ونیز – درگذشته ۲۷ آوریل ۱۹۵۲ در رم) ریاضیدان اهل ایتالیا بود که در زمینه هندسه جبری فعالیت می‌کرد.

## زندگی و کارنامه

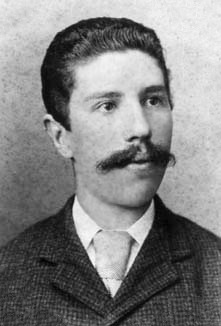
تصاویر جوانی گوییدو کاستلنوو

پدرش نویسنده بود و او که اصالت یهودی داشت در پادوا در نزد جوزپه ورونزه تحصیل ریاضیات کرد و سپس در سال ۱۸۸۸ به عنوان دستیار انریکو داویدیو در دانشگاه تورین سرگرم کار شد. او همچنین با کورادو سگره ارتباط علمی داشت. سپس در سال ۱۸۹۱ به استادی دانشگاه رم رسید و با لوییجی کرمونا همکار شد. در زمان جنگ جهانی دوم کاستلنوو هم مانند یهودیان دیگر وادار به استعفا شد و سپس به دانشجویان اخراج شده یهودی مخفیانه درس می‌داد. پس از جنگ به سمت ریاست آکادمیا د لینچی و سپس به مقام سناتوری مادام العمر رسید. زمینه کاری کاستلنوو هندسه جبری بود. در زمانی که در تورین بود نظریه سیستم‌های خطی را که به وسیله ماکس نوتر و بریل پایه‌گذاری شده بود پیش برد و تعبیری بر اساس هندسه تصویری از آن ارائه کرد. کاستلنوو همچنین به احتمالات دلبسته بود و در سال ۱۹۱۸ کتابی ۲ جلدی در این باره به چاپ رساند. وی همچنین به پرسش‌های دربارهٔ آموزش ریاضیات علاقه‌مند بود. در سال ۱۹۲۸ او در کنگره جهانی ریاضیدانان در بولونیا سخنرانی ای با نام «هندسه جبری و مکتب ایتالیا» ایراد کرد.